# Тегерменевский сельсовет
Тегерменевский сельсове́т — упразднённая в 2008 году административно-территориальная единица и сельское поселение (тип муниципального образования) в составе Караидельского района. Почтовый индекс — 452386. Код ОКАТО — 80234876000. Объединён с сельским поселением Староакбуляковский сельсовет.

## Состав сельсовета
деревня Тегерменево — административный центр
В состав сельсовета входила д.Новооткустино, исключенная из учетных данных Указом Президиума ВС Башкирской АССР от 12.12.1986 N 6-2/396 «Об исключении из учетных данных некоторых населенных пунктов»)
В 1991 году из состава сельсовета выведены деревни Аскиш и Байки-Юнусово.

## История
Входил в состав Байкибашевского района до его упразднения 4 июля 1956 года.
Перед распадом СССР из Тегерменеского с/с выделен новый сельсовет — Байки — Юнусовский.
Указ Президиума ВС Башкирской ССР от 01.07.91 N 6-2/273 «Об образовании Байки—Юнусовского сельсовета в Караидельском районе» гласил:

1. Образовать в Караидельском районе Байки — Юнусовский сельсовет с административным центром в деревне Байки—Юнусово.
2. Включить в состав Байки — Юнусовского сельсовета деревни Аскиш и Байки—Юнусово, исключив их из Тегерменевского сельсовета.
3. Перенести административный центр Тегерменевского сельсовета из деревни Байки—Юнусово в деревню Тегерменево.
4. Установить границу Байки—Юнусовского сельсовета согласно представленной схематической карте. 
Спустя 17 лет Тегерменеского сельсовета не стало.
Закон Республики Башкортостан от 19.11.2008 N 49-з «Об изменениях в административно-территориальном устройстве Республики Башкортостан в связи с объединением отдельных сельсоветов и передачей населённых пунктов», ст.1 гласил:

 "Внести следующие изменения в административно-территориальное устройство Республики Башкортостан:
 27) по Караидельскому району:
 в) объединить Староакбуляковский и Тегерменевский сельсоветы с сохранением наименования «Староакбуляковский» с административным центром в деревне Старый Акбуляк.
Включить деревню Тегерменево Тегерменевского сельсовета в состав Староакбуляковского сельсовета.

Утвердить границы Староакбуляковского сельсовета согласно представленной схематической карте.

Исключить из учётных данных Тегерменевский сельсовет

## Географическое положение
На 2008 год граничил с Аскинским районом, с муниципальными образованиями: Староакбуляковский сельсовет, Байки-Юнусовский сельсовет («Закон Республики Башкортостан от 17.12.2004 N 126-з (ред. от 19.11.2008) „О границах, статусе и административных центрах муниципальных образований в Республике Башкортостан“»).